# Francis Tonemassa
Francis Tonemassa est un joueur franco-camerounais de volley-ball né le 31 août 1980 . Il mesure 1,93 m et joue central.
Ancien international Camerounais, il est depuis octobre 2022 l'entraineur de l'équipe féminine du Saint-Quentin Volley qui évolue en ligue Régionale . En parallèle, il est consultant pour la chaîne de télévision locale MATÉLÉ pour laquelle il commente les matchs du Saint-Quentin Volley .

## Clubs
| Club               | Pays   | De        | À         |
| ------------------ | ------ | --------- | --------- |
| Harnes Volley-Ball | France | 2005-2006 | 2006-2007 |
| FL Saint-Quentin   | France | 2007-2008 | 2010-2011 |
| LIS Calais         | France | 2011-2012 | 2011-2012 |
| Cambrai VEC        | France | 2012-2013 | 2012-2013 |
| Le Havre VB        | France | 2013-2014 | 2014-2015 |

## Palmarès
- Championnat de France Pro B (1)
  - Vainqueur :  2008

## Référence
1. ↑  Article de l'Aisne Nouvelle en date du 8 octobre 2022.